# Pierre-Paul Raoul Colonna de Cesari Rocca
Pierre-Paul Raoul Colonna de Cesari-Rocca est un historien de la Corse et homme de lettres né à Paris 15e le 25 janvier 1864 et mort à Paris 9e le 1er septembre 1922.

## Biographie
Connu sous le nom d’auteur de Colonna de Cesari-Rocca, Pierre Paul dit Raoul Colonna Cesari de son vrai nom était issu d’une branche collatérale de la famille des comtes Colonna Cesari della Rocca, dont fait partie le constitutionnel Pierre-Paul Colonna de Cesari-Rocca que l’on présente fréquemment, à tort, comme son ancêtre direct. Son père Sébastien, natif de Quenza, s'était installé dans le 15e arrondissement de Paris où il exerçait le métier de maître horloger. Par sa mère, il descendait en outre d’un haut fonctionnaire du Premier Empire.
Colonna de Cesari-Rocca débuta très tôt dans la littérature, fondant à l’âge de 22 ans deux revues et produisant diverses œuvres, pièces de théâtre et romans, avant de s'orienter vers l’Histoire de la Corse, thème qui l’attirait plus que tout autre et auquel il se consacra désormais, publiant un premier essai en 1890.
Avec le soutien du comte Charles Pozzo di Borgo, il reçut du Conseil général de l’île une mission qui lui permit de travailler dans les archives de Gênes, Pise, Florence, Turin, Rome et Barcelone, lui offrant ainsi l’occasion inédite de dépouiller et comparer les fonds originaux relatifs à l’île dans tout le Bassin méditerranéen.
Il en résulta dans un premier temps son Armorial corse, en 1892, et une série d’ouvrages généalogiques et familiaux en particulier sur les familles d'Ornano et Bonaparte, enrichis et complétés par la suite, notamment avec Le Nid de l’Aigle, Napoléon…, paru en 1905.
À la suite de nouvelles recherches dans les archives italiennes, il réalisa plusieurs travaux fructueux sur la Corse médiévale, dont   La Réunion définitive de la Corse aux Etats de la Commune de Gênes (1900) et Les origines de la rivalité des Pisans et des Génois (1901), concrétisés  par  son Histoire de la Corse écrite pour la première fois d’après les sources originales, son ouvrage majeur, publié en 1908.
Après une étude sur l'historiographie insulaire et quantité d'autres parutions portant sur des sujets variés, il collabora avec Louis Villat pour une nouvelle Histoire de Corse dont il rédigea l'introduction bibliographique ainsi que les chapitres traitant du Moyen Âge (1916).
Des découvertes dans les archives espagnoles l'amenèrent ensuite à publier plusieurs articles et ouvrages sur les Corses d'Espagne, parmi lesquels Un Corse de légende, Don Juan où il démontre les origines insulaires de celui-ci.
Colonna de Cesari-Rocca fut par ailleurs l'un des premiers collaborateurs et animateurs de la Revue de la Corse.

## Principales publications dans le domaine corse
- Histoire de la Corse, Paris, Charles Bayle, 1890, 208 p. (lire en ligne)
- Armorial corse, éd. Jouve, Paris, 1892; rééd. Jeanne Laffitte, Marseille, 1987.
- Histoire généalogique de la Maison d'Ornano, éd. Jouve, Paris, 1894.
- La Vérité sur les Bonaparte avant Napoléon, éd. Jouve, Paris, 1899.
- La Réunion définitive de la Corse aux Etats de la Commune de Gênes, Gênes, 1900.
- Recherches sur la Corse au Moyen Âge. Les origines de la rivalité des Pisans et des Génois, Gênes, 1901.
- Mémoire historique sur la famille Pozzo di Borgo, Gênes, 1903.
- Le Nid de l’Aigle, Napoléon, son foyer, sa patrie, sa race, Librairie Universelle, Paris, 1905.
- Histoire de la Corse écrite pour la première fois d’après les sources originales, éd. Jouve, Paris 1908.
- La Vendetta dans l'Histoire, Paris, 1909.
- L’Evolution de l’historiographie corse, éd. Boivin et Cie, Paris, 1916.
- Histoire de Corse, en collaboration avec Louis Villat, Paris, 1916.
- Un Corse de légende, Don Juan (Miguel Mañara), sa famille, sa légende, sa vie, rééd. La Marge, Ajaccio, 2000.

## Sources
- Dictionnaire de biographie française, tome 9, Paris, 1961